# Thiếu phụ Godiva

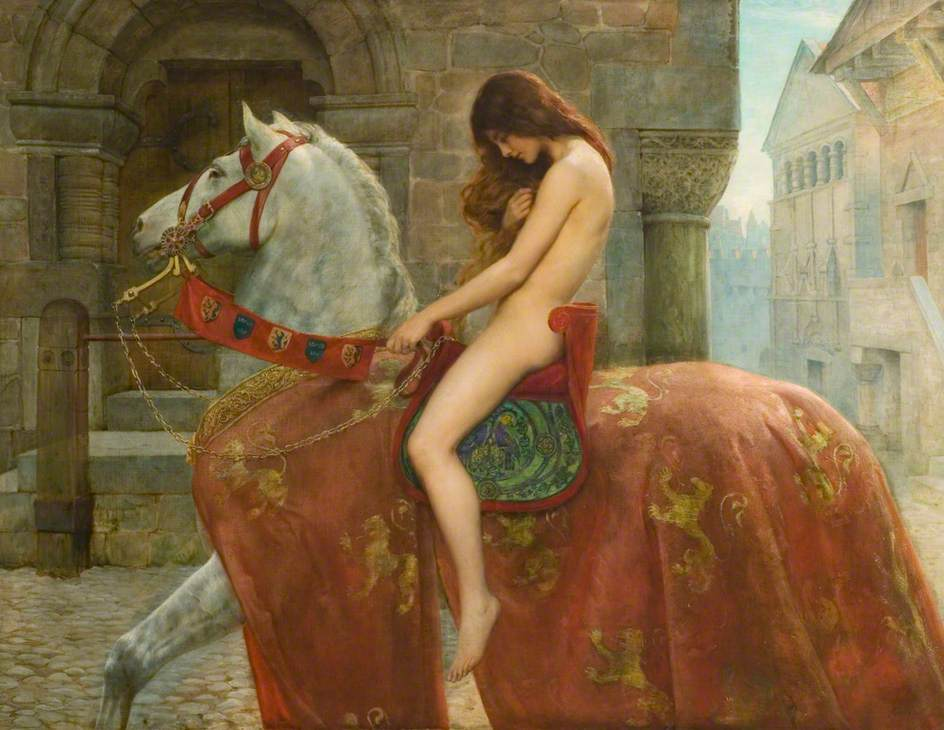
Lady Godiva; tranh của John Collier

Godiva - Bá tước phu nhân xứ Mercia (khoảng 980 – 1067) là một nữ Bá tước, vợ của Bá tước Leofric, là một phụ nữ xinh đẹp đã dũng cảm khỏa thân cưỡi ngựa đi một vòng quanh thành phố Coventry, Anh để chồng giảm thuế nặng cho dân chúng. Godiva còn gọi là Godgifu, nghĩa là "quà tặng của Đức Chúa Trời".

## Truyền thuyết
Theo truyền thuyết Anh, Godiva là một phụ nữ tuyệt đẹp đã yêu cầu chồng giảm thuế nặng cho dân chúng Coventry. Leofric hứa sẽ giảm thuế cho dân nếu vợ ông khỏa thân cưỡi ngựa dạo quanh thành phố Coventry. Leofric tin chắc rằng Godiva không bao giờ chịu làm như vậy. Không ngờ Godiva đồng ý, mặc dù có một chút khôn vặt – nàng đề nghị dân chúng vào một ngày hẹn trước đóng hết cửa và không nhìn ra đường phố. Và thế là Godiva khỏa thân cưỡi ngựa đi hết một vòng quanh thành phố Coventry. Ngài bá tước vô cùng kinh ngạc trước tinh thần dám xả thân của vợ mình nên đã giữ lời hứa, giảm thuế nặng cho dân chúng.
Cũng theo truyền thuyết thì trong ngày hôm đó chỉ có duy nhất một chàng Tom tò mò (Peeping Tom) đã lén lút ngó nhìn qua cửa sổ và chính ngay trong cái khoảnh khắc nhìn thấy đã bị mù cả hai mắt.

## Nhân vật lịch sử
Cuộc đời của Bá tước Leofric và Godiva được ghi chép trong sử sách của Anh. Biên niên sử chép rằng năm 1043 Leofric, Bá tước xứ Mercia xây dựng tu viện dòng Benedictine ở Coventry, biến làng Coventry thành thành phố lớn thứ tư ở Anh thời bấy giờ. Leofric hiến cho tu viện rất nhiều đất đai, còn Godiva tặng rất nhiều vàng bạc mà không một tu viện nào thời đó có thể sánh bằng. Tuy vậy, không thấy sử sách ghi những truyền thuyết về Godiva và chàng Tom nhìn trộm.
Câu chuyện về Quý bà khỏa thân cưỡi ngựa lần đầu tiên được nhà tu Roger Wendover nhắc đến năm 1188. Theo đó, sự kiện này xảy ra ngày 10 tháng 7 năm 1040. Còn sau đấy thì câu chuyện được kể với sự thêu dệt của người đời. Thế kỷ 13, vua Edward I, tìm hiểu sự thật của câu chuyện này, đã nghiên cứu những sự kiện chép trong sử sách và nhận thấy rằng năm 1057 dân Coventry chịu thuế rất nặng.
Còn câu chuyện về "chàng Tom nhìn trộm", theo nhiều nguồn tin, chỉ xuất hiện vào năm 1586 khi Hội đồng thành phố Coventry đặt cho họa sĩ Adam van Noort vẽ bức hoạ về Lady Godiva theo truyền thuyết. Bức tranh này sau đấy được treo ở quảng trường thành phố nhưng dân chúng lại nhầm là ngài Bá tước Leofric đang ngó vào cửa sổ để xem một con dân đang nghe trộm.

## Một số sự kiện liên quan

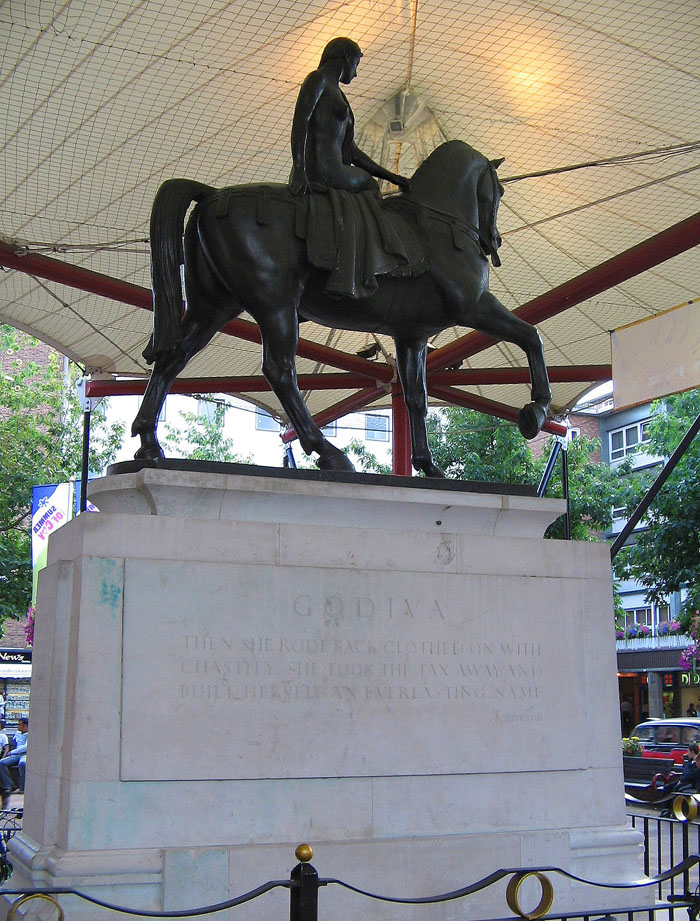
Tượng đài Lady Godiva ở trung tâm Coventry

Câu chuyện về hành động quên mình vì nghĩa lớn của Lady Godiva cách đây gần 1000 năm đã trở thành đề tài của rất nhiều tác phẩm thơ, văn, hội họa, điện ảnh...
- Gần nhà thờ chính Coventry đặt bức tượng Lady Godiva ngồi trên ngựa, mái tóc buông xoã. Hình của bức tượng này khắc trong con dấu của Hội đồng thành phố Coventry.
- Từ năm 1678 dân chúng Coventry tổ chức ngày lễ hằng năm để tưởng nhớ Lady Godiva, ngày lễ này đến nay vẫn không thay đổi. Đây là ngày lễ như ngày hội Carnavan, người ta hát hò, biểu diễn âm nhạc còn buổi tối bắn pháo hoa. Những người tham dự mặc trang phục của thế kỷ 11 diễu hành từ nhà thờ cổ, theo con đường mà ngày xưa Lady Godiva đã cưỡi ngựa đi, rồi trở về tập trung ở tượng Lady Godiva để tổ chức nhiều cuộc thi, đặc sắc nhất cuộc thi bầu chọn Lady Godiva đẹp nhất. Tham dự cuộc thi này là những phụ nữ đẹp mặc đồ lót phụ nữ thế kỷ 11. Người thắng cuộc thường là người đẹp có mái tóc dài vàng óng.
- Có vẻ như ngược đời, nhưng ở Anh có nhiều cửa hàng bán quần áo mang tên Lady Godiva.
- Một nhà sản xuất sô-cô-la nổi tiếng có tên là Godiva (Lady Godiva).
- Bài hát "Don't Stop Me Now" của ban nhạc nổi tiếng Queen về Lady Godiva.
- Bài hát "My Girl" của Aerosmith có câu, "My girl's a Lady Godiva."
- Ban nhạc Boney M có bài hát "Lady Godiva".
- Nhà thơ Osip Mandelstam viết bài thơ "Lady Godiva" sau đây, lấy cảm hứng từ bức tranh Lady Godiva ngồi trên ngựa